# Marc Reyné
Pour les articles homonymes, voir Reyné.
Marc Reyné né le 18 mai 1999, est un joueur de hockey sur gazon espagnol évoluant au poste d'attaquant au Real Club de Polo et avec l'équipe nationale espagnole,,.

## Carrière
Il a débuté en équipe première le 18 janvier 2022 à Cadix lors d'un match amical face aux Pays-Bas.